# Charinus orientalis
Espèce
Charinus orientalis est une espèce d'amblypyges de la famille des Charinidae.

## Distribution
Cette espèce est endémique du Pará au Brésil. Elle se rencontre à Curionópolis dans des grottes de la Serra Leste dans la Serra dos Carajás.

## Description
La carapace des femelles mesure de 1,87 à 2,43 mm de long sur de 2,87 à 3,09 mm et l'abdomen de 1,57 à 4,35 mm.

## Publication originale
- Giupponi & Miranda, 2016 : « Eight New Species of Charinus Simon, 1892 (Arachnida: Amblypygi: Charinidae) Endemic for the Brazilian Amazon, with Notes on Their Conservational Status. » PLOS One, vol. 11, no 2, e0148277, p. 1-33.